# Liga de Campeones de voleibol masculino de 2012-13
La Liga de Campeones de voleibol masculino de 2012-13 fue la 54° edición de la historia de la competición organizada por la CEV entre el 23 de octubre de 2012 y el 17 de marzo de 2013. La Final Four se disputó en la ciudad rusa de Omsk donde los anfitriones del VKL Novosibirsk ganaron la primera Liga de Campeones en la historia del club.

## Equipos participantes
En la edición de la Liga de Campeones de 2012-13 participan 28 equipos; 20 de estos son definidos según el coeficiente CEV de las ligas que se determina basándose en los resultados de los clubes durante las anteriores temporadas. Las otras seis plazas son entregadas por medio de wild card por la misma CEV; todavía debido a la renuncia de los equipos griegos la federación añade dos wild card más.
| Pos. | País            | Plazas | Equipos                                   | Wild card                              | Tot |
| 1    | Italia          | 3      | Trentino Volley, PV Cuneo y Lube Macerata |                                        | 3   |
| 2    | Grecia          | 2      | sin equipos                               |                                        | 0   |
| 3    | Rusia           | 2      | VK Zenit Kazán y VKL Novosibirsk          | VK Dinamo Moscú                        | 3   |
| 4    | Polonia         | 2      | Skra Belchatow y Resovia Rzeszów          | ZAKSA Kędzierzyn-Koźle                 | 3   |
| 5    | Bélgica         | 2      | Noliko Maaseik y VC Asse-Lennik           | Knack Roeselare                        | 3   |
| 6    | Turquía         | 2      | Fenerbahçe Estambul y Arkas Esmirna       |                                        | 2   |
| 7    | Francia         | 2      | Tours Volley-Ball y Stade Poitevin        |                                        | 2   |
| 8    | Alemania        | 1      | SSC Berlín                                | TSV Unterhaching y VfB Friedrichshafen | 3   |
| 9    | Austria         | 1      | Hypo Tirol Innsbrick                      |                                        | 1   |
| 10   | España          | 1      | CAI Teruel                                |                                        | 1   |
| 11   | Eslovenia       | 1      | ACH Volley                                |                                        | 1   |
| 12   | Serbia          | 1      | Partizan Belgrado                         |                                        | 1   |
| 13   | Rumania         | 1      | Remat Zalau                               | Tomis Constanza                        | 2   |
| 14   | República Checa | 1      | VK Budejovice                             |                                        | 1   |
| 16   | Montenegro      | nc     |                                           | Rivijera Budva                         | 1   |
| 17   | Bulgaria        | nc     |                                           | Marek Union                            | 1   |

## Fase de grupos

### Fórmula
El 28 de junio en Viena los equipos fueron sorteados en siete grupo de cuatro; equipo del mismo país no pueden estar en el mismo grupo.
En la fase de grupos los equipo reciben tres puntos por cada victoria obtenida con el resultado de 3-1 y 3-0 y dos puntos si el triunfo es por 3-2; reciben un punto por cada derrota por 2-3 y ninguno por los partidos perdidos por 1-3 y 3-0. Los primeros equipos de cada grupo y los seis mejores segundos se clasifican a la siguiente ronda. El primer criterio de desempate es el ratio/set y luego el ratio/puntos.
Los cuatro mejores equipos entre los eliminados de la fase grupos (de hecho el peor de los segundos y los tres mejores terceros) son repescados para el Challenge Round de la Copa CEV 2012-13.

|  | Equipos clasificados para los Playoff de la Liga de Campeones 2012-13. |
|  | Equipos repescados para el Challenge Round de la Copa CEV 2012-13.     |
|  | Equipos eliminados de la competición.                                  |

### Grupo A
| Pos. | Equipo               | Pt | G | P | SG | SP | Ratio  | PG  | PP  | Ratio |
| ---- | -------------------- | -- | - | - | -- | -- | ------ | --- | --- | ----- |
| 1.   | VK Zenit Kazán       | 18 | 6 | 0 | 18 | 0  | máximo | 462 | 352 | 1.312 |
| 2.   | Knack Roeselare      | 9  | 3 | 3 | 11 | 12 | 0.916  | 496 | 499 | 0.994 |
| 3.   | VfB Friedrichshafen  | 5  | 2 | 4 | 9  | 16 | 0.562  | 511 | 557 | 0.917 |
| 4.   | Hypo Tirol Innsbruck | 4  | 1 | 5 | 7  | 17 | 0.411  | 477 | 538 | 0.886 |

|     | ZnK | Roe | Fri | Tir |
| --- | --- | --- | --- | --- |
| ZnK | -   | 3-0 | 3-0 | 3-0 |
| Roe | 0-3 | -   | 3-1 | 3-0 |
| Fri | 0-3 | 3-2 | -   | 2-3 |
| Inn | 0-3 | 2-3 | 2-3 | -   |

### Grupo B
| Pos. | Equipo          | Pt | G | P | SG | SP | Ratio | PG  | PP  | Ratio |
| ---- | --------------- | -- | - | - | -- | -- | ----- | --- | --- | ----- |
| 1.   | VKL Novosibirsk | 15 | 5 | 1 | 16 | 5  | 3.200 | 510 | 460 | 1.108 |
| 2.   | SSC Berlín      | 11 | 4 | 2 | 14 | 10 | 1.400 | 550 | 520 | 1.057 |
| 3.   | VK Budejovice   | 7  | 2 | 4 | 9  | 13 | 0.692 | 488 | 507 | 0.962 |
| 4.   | Rivijera Budva  | 3  | 1 | 5 | 6  | 17 | 0.352 | 473 | 534 | 0.885 |

|     | Nov | Ber | Bud | Riv |
| --- | --- | --- | --- | --- |
| Nov | -   | 3-1 | 3-1 | 3-0 |
| Ber | 3-1 | -   | 3-1 | 3-0 |
| Bud | 0-3 | 3-1 | -   | 3-0 |
| Riv | 0-3 | 2-3 | 3-2 | -   |

### Grupo C
| Pos. | Equipo            | Pt | G | P | SG | SP | Ratio | PG  | PP  | Ratio |
| ---- | ----------------- | -- | - | - | -- | -- | ----- | --- | --- | ----- |
| 1.   | Trentino Volley   | 18 | 6 | 0 | 18 | 2  | 9.000 | 490 | 411 | 1.192 |
| 2.   | Kędzierzyn-Koźle  | 12 | 4 | 2 | 13 | 7  | 1.857 | 477 | 421 | 1.133 |
| 3.   | Tours Volley-Ball | 6  | 2 | 4 | 7  | 12 | 0.583 | 414 | 431 | 0.960 |
| 4.   | OK Estrella Roja  | 0  | 0 | 6 | 1  | 18 | 0.055 | 355 | 473 | 0.750 |

|     | Trn | KeK | Tou | EsR |
| --- | --- | --- | --- | --- |
| Trn | -   | 3-0 | 3-0 | 3-0 |
| KeK | 1-3 | -   | 3-0 | 3-0 |
| Tou | 0-3 | 1-3 | -   | 3-0 |
| EsR | 1-3 | 0-3 | 0-3 | -   |

### Grupo D
| Pos. | Equipo           | Pt | G | P | SG | SP | Ratio | PG  | PP  | Ratio |
| ---- | ---------------- | -- | - | - | -- | -- | ----- | --- | --- | ----- |
| 1.   | Lube Macerata    | 15 | 5 | 1 | 16 | 3  | 5.333 | 461 | 374 | 1.232 |
| 2.   | ACH Volley       | 13 | 4 | 2 | 14 | 8  | 1.750 | 517 | 538 | 1.099 |
| 3.   | TSV Unterhaching | 8  | 3 | 3 | 10 | 13 | 0.769 | 517 | 538 | 0.961 |
| 4.   | VC Asse-Lennik   | 0  | 0 | 6 | 2  | 18 | 0.111 | 380 | 492 | 0.772 |

|     | Mac | ACH | Unt | Len |
| --- | --- | --- | --- | --- |
| Mac | -   | 3-0 | 3-0 | 3-0 |
| ACH | 3-1 | -   | 2-3 | 3-0 |
| Unt | 0-3 | 1-3 | -   | 3-1 |
| Len | 0-3 | 0-3 | 1-3 | -   |

### Grupo E
| Pos. | Equipo              | Pt | G | P | SG | SP | Ratio | PG  | PP  | Ratio |
| ---- | ------------------- | -- | - | - | -- | -- | ----- | --- | --- | ----- |
| 1.   | Skra Bełchatów      | 18 | 6 | 0 | 18 | 3  | 6.000 | 521 | 420 | 1.240 |
| 2.   | VK Dinamo Moscú     | 12 | 4 | 2 | 14 | 8  | 1.750 | 519 | 495 | 1.048 |
| 3.   | Tomis Constanza     | 4  | 1 | 5 | 5  | 15 | 0.333 | 414 | 473 | 0.875 |
| 4.   | Fenerbahçe Estambul | 2  | 1 | 5 | 6  | 17 | 0.352 | 486 | 552 | 0.880 |

|     | Bel | DnM | Cos | Fen |
| --- | --- | --- | --- | --- |
| Bel | -   | 3-1 | 3-0 | 3-0 |
| DnM | 1-3 | -   | 3-0 | 3-1 |
| Cos | 0-3 | 0-3 | -   | 3-0 |
| Fen | 1-3 | 1-3 | 3-2 | -   |

### Grupo F
| Pos. | Equipo         | Pt | G | P | SG | SP | Ratio | PG  | PP  | Ratio |
| ---- | -------------- | -- | - | - | -- | -- | ----- | --- | --- | ----- |
| 1.   | Noliko Maaseik | 17 | 6 | 0 | 18 | 3  | 6.000 | 525 | 441 | 1.190 |
| 2.   | Arkas Esmirna  | 11 | 4 | 2 | 15 | 12 | 1.250 | 597 | 593 | 1.006 |
| 3.   | Marek Union    | 5  | 1 | 5 | 8  | 16 | 0.500 | 516 | 564 | 0.914 |
| 4.   | CAI Teruel     | 3  | 1 | 5 | 7  | 17 | 0.411 | 526 | 566 | 0.929 |

|     | Maa | Esm | Uni | Ter |
| --- | --- | --- | --- | --- |
| Maa | -   | 3-2 | 3-0 | 3-0 |
| Esm | 1-3 | -   | 3-1 | 3-1 |
| Uni | 0-3 | 2-3 | -   | 3-1 |
| Ter | 0-3 | 2-3 | 3-2 | -   |

### Grupo G
| Pos. | Equipo          | Pt | G | P | SG | SP | Ratio | PG  | PP  | Ratio |
| ---- | --------------- | -- | - | - | -- | -- | ----- | --- | --- | ----- |
| 1.   | PV Cuneo        | 18 | 6 | 0 | 18 | 2  | 9.000 | 504 | 414 | 1.217 |
| 2.   | Resovia Rzeszów | 12 | 4 | 2 | 13 | 7  | 1.857 | 464 | 442 | 1.049 |
| 3.   | Arago de Sète   | 5  | 2 | 4 | 7  | 14 | 0.500 | 439 | 474 | 0.926 |
| 4.   | Remat Zalau     | 1  | 0 | 6 | 3  | 18 | 0.166 | 440 | 517 | 0.851 |

|     | Cun | Res | AdS | Zal |
| --- | --- | --- | --- | --- |
| Cun | -   | 3-1 | 3-0 | 3-1 |
| Res | 0-3 | -   | 3-0 | 3-0 |
| Ads | 0-3 | 1-3 | -   | 3-0 |
| Zal | 0-3 | 0-3 | 2-3 | -   |

## Fase de Playoffs

### Fórmula
La CEV elige el equipo organizador de la Final Four entre los trece calificados tras la fase de grupos; dicho equipo es automáticamente calificado para la semifinal de la Liga de Campeones. Los equipos restantes participan en la fase de playoff disputada en eliminatorias a doble partido: el equipo que gana los dos se clasifica para la siguiente ronda. En la eventualidad que ambos equipos se hayan llevado un partido, se disputará un set de desempate a los 15 puntos llamado golden set o set de oro.
Equipo del mismo país y procedentes del mismo grupo no pueden enfrentarse en la ronda de Playoff 12 mientras que en la eventualidad que tres equipos del mismo país se clasifican para los Playoff 6 habrá que emparejar dos de ellas porqué no pueden estar más de dos equipos del mismo país en las semifinales de la Final Four.
El sorteo de la fase de playoff tuvo lugar el 13 de enero de 2013 en la sede de la CEV en Ciudad de Luxemburgo y la organización de la Final Four fue entregada a los rusos del VKL Novosibirsk.

### Cuadro
|  | Playoff 12                      | Playoff 12                      | Playoff 12                      |   |  | Playoff 6                          | Playoff 6                          | Playoff 6                          |
|  | 15-16 de enero - 22-23 de enero | 15-16 de enero - 22-23 de enero | 15-16 de enero - 22-23 de enero |   |  | 05-6 de febrero - 12-13 de febrero | 05-6 de febrero - 12-13 de febrero | 05-6 de febrero - 12-13 de febrero |
|  |                                 |                                 |                                 |   |  |                                    |                                    |                                    |
|  | VK Dinamo Moscú (sdo)           | 3                               | 0                               |   |  |                                    |                                    |                                    |
|  | Trentino Volley                 | 2                               | 3                               |   |  |                                    |                                    |                                    |
|  |                                 |                                 |                                 |   |  | VK Dinamo Moscú                    | 0                                  | 0                                  |
|  |                                 | VK Zenit Kazán                  | 3                               | 3 |  |                                    |                                    |                                    |
|  | SSC Berlín                      | 2                               | 2                               |   |  |                                    |                                    |                                    |
|  | VK Zenit Kazán                  | 3                               | 3                               |   |  |                                    |                                    |                                    |
|  |                                 |                                 |                                 |   |  |                                    |                                    |                                    |
|  | Arkas Esmirna (sdo)             | 1                               | 3                               |   |  |                                    |                                    |                                    |
|  | Skra Bełchatów                  | 3                               | 2                               |   |  |                                    |                                    |                                    |
|  |                                 |                                 |                                 |   |  | Arkas Esmirna                      | 1                                  | 3                                  |
|  |                                 | ZAKSA Kędzierzyn-Koźle          | 3                               | 2 |  |                                    |                                    |                                    |
|  | ZAKSA Kędzierzyn-Koźle          | 3                               | 3                               |   |  |                                    |                                    |                                    |
|  | Noliko Maaseik                  | 0                               | 2                               |   |  |                                    |                                    |                                    |
|  |                                 |                                 |                                 |   |  |                                    |                                    |                                    |
|  | Resovia Rzeszów                 | 0                               | 1                               |   |  |                                    |                                    |                                    |
|  | Lube Macerata                   | 3                               | 3                               |   |  |                                    |                                    |                                    |
|  |                                 |                                 |                                 |   |  | Lube Macerata                      | 3                                  | 2                                  |
|  |                                 | PV Cuneo (sdo)                  | 0                               | 3 |  |                                    |                                    |                                    |
|  | ACH Volley                      | 0                               | 1                               |   |  |                                    |                                    |                                    |
|  | PV Cuneo                        | 3                               | 3                               |   |  |                                    |                                    |                                    |

| Ida                                                                    | Vuelta                                                                 |
| ---------------------------------------------------------------------- | ---------------------------------------------------------------------- |
| Dinamo Moscú - Trentino Volley 3-2 (25-21, 25-23, 20-25, 17-25, 15-12) | Trentino Volley - Dinamo Moscú 3-0 (25-19, 25-18, 25-12; sdo 12-15)    |
| Berlín - Zenit Kazán 2-3 (25-27, 25-23, 25-17, 16-25, 16-18)           | Zenit Kazán - Berlín 3-2 (25-15, 21-25, 28-30, 25-13, 16-14)           |
| Esmirna - Bełchatów 1-3 (22-25, 25-23, 20-25, 13-25)                   | Bełchatów - Esmirna 2-3 (14-25, 25-21, 22-25, 25-18, 18-20; sdo 12-15) |
| Kędzierzyn-Koźle - Maaseik 3-0 (25-16, 29-27, 27-25)                   | Maaseik - Kędzierzyn-Koźle 2-3 (25-22, 18-25, 25-18, 31-33, 13-15)     |
| Resovia - Macerata 0-3 (23-25, 24-26, 19-25)                           | Macerata - Resovia 3-1 (25-23, 25-18, 23-25, 25-18)                    |
| ACH Volley - PV Cuneo 0-3 (23-25, 17-25, 23-25)                        | PV Cuneo- ACH Volley 3-1 (25-16, 25-12, 24-26, 25-16)                  |

| Ida                                                               | Vuelta                                                               |
| ----------------------------------------------------------------- | -------------------------------------------------------------------- |
| Zenit Kazán- Dinamo Moscú 3-0 (25-19, 25-22, 25-18)               | Dinamo Moscú - Zenit Kazán 0-3 (23-25, 18-25, 22-25)                 |
| Kędzierzyn-Koźle - Esmirna 3-2 (25-19, 22-25, 25-20, 22-25, 15-9) | Esmirna - Kędzierzyn-Koźle 1-3 (23-25, 21-25, 25-21, 19-25)          |
| Macerata - PV Cuneo 3-0 (25-17, 25-17, 25-22)                     | PV Cuneo - Macerata 3-2 (25-17, 25-19, 22-25, 21-25, 15-8; sdo 15-7) |

## Final Four

### Fórmula
En la final Four se disputan a partido único las dos semifinales y las finales por el título y por el 3/4 puesto. En la eventualidad de que dos equipos del mismo país llegan a la semifinal se enfrentarán entre sí.  
La Final Four fue organizada entre el 16 y el 17 de marzo en la ciudad de Omsk y el VKL Novosibirsk, organizador de la cita, se coronó campeón por primera vez en su historia derrotando por 3-2 los italianos del PV Cuneo.

### Cuadro
|  | Semifinales      | Semifinales |   |                | Final            | Final |  |
|  |                  |             |   |                |                  |       |  |
|  |                  |             |   |                |                  |       |  |
|  |                  |             |   |                |                  |       |  |
|  | VKL Novosibirsk  | 3           |   |                |                  |       |  |
|  | VK Zenit Kazán   | 2           |   |                |                  |       |  |
|  |                  |             |   |                |                  |       |  |
|  |                  |             |   |                |                  |       |  |
|  |                  |             |   |                | VKL Novosibirsk  | 3     |  |
|  |                  | PV Cuneo    | 2 |                |                  |       |  |
|  |                  |             |   |                |                  |       |  |
|  |                  |             |   |                |                  |       |  |
|  |                  |             |   |                | Tercer lugar     |       |  |
|  |                  |             |   |                |                  |       |  |
|  | PV Cuneo         | 3           |   | VK Zenit Kazán | 3                |       |  |
|  | Kędzierzyn-Koźle | 2           |   |                | Kędzierzyn-Koźle | 1     |  |

| Fecha       | Partido                       | Resultado                               |
| ----------- | ----------------------------- | --------------------------------------- |
| 16 de marzo | VKL Novosibirsk - Zenit Kazán | 3-2 (25-19, 20-25, 25-22, 16-25, 12-15) |
| 16 de marzo | PV Cuneo - Kędzierzyn-Koźle   | 3-2 (24-26, 25-20, 25-20, 23-25, 15-10) |

| Fecha       | Partido                        | Resultado                        |
| ----------- | ------------------------------ | -------------------------------- |
| 17 de marzo | Zenit Kazán - Kędzierzyn-Koźle | 3-1 (25-22, 22-25, 25-20, 25-17) |

| Fecha       | Partido                    | Resultado                               |
| ----------- | -------------------------- | --------------------------------------- |
| 17 de marzo | VKL Novosibirsk - PV Cuneo | 3-2 (22-25, 26-24, 25-23, 20-25, 16-14) |

### Campeón
| Campeón de la Liga de Campeones de 2012-13 |
| ------------------------------------------ |
| VKL Novosibirsk 1º Título                  |